# تورم ابدی
تورم ابدی، یک نوع مدل تورمی فرضی جهان است است که خود مدل توسعه‌یافته‌ای از نظریه مه‌بانگ است. در نظریه های تورم ابدی، مرحله تورمی انبساط جهان، حداقل در برخی نواحی آن، تا ابد طول خواهد کشید. زیرا این نواحی به شکل نمایی با سرعت منبسط می‌شوند، بیشتر حجم جهان در هر لحظه در حال تورم است. همه مدل‌های تورم ابدی یکچندجهانی فرضی بی‌نهایت، که معمولاً به شکل یک فراکتال است تولید می‌کنند.
در سال ۱۹۸۳، پل اشتینهارت نخستین مثال از تورم ابدی را ارائه کرد و الکساندر ویلنکین نشان داد که که مثال جنبه عمومی دارد.
بعدها مشخص شد که تورم ابدی توسط بسیاری از مدلهای مختلف تورم کیهانی پیش‌بینی می‌شود. استاد دانشگاه ام‌آی‌تی، آلن گوث یک مدل تورمی را پیشنهاد کرد که شامل یک مرحله «خلاء کاذب» با انرژی خلاء مثبت می‌شود.بخش‌هایی از جهان در آن مرحله دچار تورم می‌شوند و فقط گاهی به ندرت به مراحل  غیرتورمی با انرژی پایین‌تر یا حالت پایه واپاشی می‌شوند. در مدل تورم بی‌نظم که توسط آندری لیندا پیشنهاد شد، نقاط بیشینه در تکامل یک میدان نرده‌ای (که انرژی خلاء را تعیین می‌کنند) با نواحی دارای تورم سریعی متناظرند که غلبه خواهند نمود. تورم بی‌نظم معمولاً تا ابد ادامه می‌یابد، زیرا انبساط نقاط بیشینه تورمی، بازخورد مثبت نشان می‌دهند و دینامیک بزرگ مقیاس جهان را تسخیر می‌کنند.
مقاله آلن گوث در سال ۲۰۰۷ با عنوان «تورم ابدی و نتایج آن»
جزئیات آنچه تاکنون در مورد این موضوع فهمیده شده‌است را مطرح کرده و نشان داد که این شکل خاص از نظریه تورم کیهانی نسبتاً جدید است یا هنوز پس از ۲۰ سال از شکل‌گیری‌اش، ماندنی است.